# Oobius nearcticus
Oobius nearcticus is een vliesvleugelig insect uit de familie Encyrtidae. De wetenschappelijke naam is voor het eerst geldig gepubliceerd in 1977 door Trjapitzin.